# Felsenfalke
Der Felsenfalke (Falco rupicolus) ist ein Vogel aus der Gattung der Falken (Falco) innerhalb der Unterfamilie der Eigentlichen Falken (Falconinae).
Die Art wurde früher als Unterart (Ssp.) des Turmfalken (Falco tinnunculus) angesehen und als Falco tinnunculus rupicolus bezeichnet, aber im Jahre 2005 als eigenständige Art abgespalten. Das Artepitheton kommt von lateinisch rupes, rupis ‚Fels‘ und lateinisch -cola, colere ‚bewohnen‘. Die Art ist monotypisch.
Der Falke kommt in Subsahara-Afrika von Nordwestangola und der Demokratischen Republik Kongo südlich bis Tansania und Südafrika vor.
Das Verbreitungsgebiet umfasst Grasland, busch- und baumbestandene offene Flächen in Felsnähe.

## Beschreibung
Der Felsenfalke ist 30–34 cm groß, wiegt zwischen 185 und 275 g. Er ist ein ziemlich kleiner, schlanker Falke mit langem grauem Schwanz und grauem Kopf, ansonsten Kastanienbraun. Vom Rötelfalken (Falco naumanni) unterscheidet er sich durch den dunkel gefleckten Rücken und durch die rotbraunen und nicht grauen Flügeldecken, die Unterseite ist dunkler rotbraun. Die Geschlechter unterscheiden sich nur gering, das Weibchen ist matter gefärbt und stärker gestrichelt und am Schwanz kräftiger gebändert, Jungvögel sind auf der Oberseite kräftiger gestrichelt, können etwas Rotbraun aufweisen
Stimme
Der Ruf des Männchens wird als hohes „kik-ki-ki“ beschrieben.

## Lebensweise
Die Nahrung besteht hauptsächlich aus Reptilien, Vögeln, Insekten und kleinen Säugetieren.
Das Gelege besteht aus 1–5 Eier, die direkt auf den Fels gelegt werden, aber auch Nester anderer Vögel werden genutzt.

## Gefährdungssituation
Der Bestand ist bislang nicht untersucht.